# Sân bay Akure
Sân bay Akure (IATA: AKR, ICAO: DNAK) là một sân bay ở Akure, Nigeria.

## Hãng hàng không và điểm đến
| Hãng hàng không  | Các điểm đến |
| ---------------- | ------------ |
| Air Peace        | Lagos        |
| Overland Airways | Abuja        |